# Pietro Bernardini
Pietro Bernardini (Montecarlo di Lucca, 6 agosto 1799 – Pescia, 11 ottobre 1865) è stato un architetto italiano.

## Biografia
Figlio di Leonardo Maria, appartenente a una famiglia di muratori sin dai primi del '600, e di Alessandra Marchetti, fu battezzato Pietro Luigi. Ebbe due fratelli, Giuseppe Alfonso Pasquale e Corrado Alessandro, con i quali proseguì nell'attività edile. Progettista di chiese in Valdinievole e in diverse località della Toscana, si guadagnò l'appellativo di architetto. Sposato a Montecarlo con Assunta Pancani, si stabilì in seguito nella città di Pescia. Esperto nel restauro conservativo e ampliativo di chiese e teatri, si specializzò nell'impiego della scagliola dopo averne appreso i segreti familiari.
Fu il padre di altri due progettisti, Bernardo e Alessandro, operanti nello stesso settore a cavallo tra XIX e XX secolo, e nonno di Giulio Bernardini, architetto di fama.

## Attività
L'architetto Bernardini ha svolto la propria attività intorno alla metà del XIX secolo. Anche se spesso molte opere furono eseguite dai figli, tra queste ricordiamo:
- Ampliamento e decorazione del Teatro degli Affiliati di Pescia, oggi "Giovanni Pacini" (1842).
- Ricostruzione della chiesa di Santa Maria della Neve a Chiesina Uzzanese (1848).
- Ampliamento della chiesa parrocchiale dei Santi Pietro apostolo e Marco evangelista, nel comune di Pieve a Nievole (1846).
- Costruzione della nuova chiesa parrocchiale di Uliveto Terme (1853-1857).
- Ricostruzione integrale della chiesa di Santo Pietro Belvedere, nel comune di Capannoli (1853-1857).
- Costruzione della chiesa di San Leopoldo ad Albinatico, nel comune di Ponte Buggianese (1857).
- Ricostruzione della chiesa di Santa Maria di Gragnano, presso Capannori (1858-1861).
- Restauro della Cattedrale di San Miniato (1858-1861).
- Ristrutturazione del teatro dell'Accademia dei Risvegliati (oggi teatro Manzoni), a Pistoia (1861-1864).

Al suo curriculum vanno inoltre aggiunti i lavori di:
- Decorazione in stucco e scagliola nel Teatro Goldoni di Livorno.
- Ricostruzione della chiesa di San Piero a Agliana, Pistoia (1869 -1872).
- Ricostruzione della Chiesa di Santa Maria Assunta a Quarrata, Pistoia (1872 -1875).